# لوسيانو دي سيكو
لوسيانو دي سيكو (مواليد 2 يونيو 1988) هو لاعب كرة طائرة أرجنتيني، فاز مع منتخب بلاده بالميدالية البرونزية في أولمبياد 2020.

## وصلات خارجية
- لوسيانو دي سيكو على موقع الاتحاد الدولي beach volleyball database (الإنجليزية)
- لوسيانو دي سيكو على موقع الاتحاد الأوروبي (الإنجليزية)
- لوسيانو دي سيكو على موقع عالم الكرة الطائرة (الإنجليزية)
- لوسيانو دي سيكو على موقع دوري الدرجة الأولى الإيطالي للكرة الطائرة - رجال (الإيطالية)
- لوسيانو دي سيكو على موقع اللجنة الأولمبية الدولية (الإنجليزية)
- لوسيانو دي سيكو على موقع أوليمبيديا (الإنجليزية)
- لوسيانو دي سيكو على موقع اللجنة الأولمبية الأرجنتينية (الإسبانية)